# كارلوس دا كروز
كارلوس دا كروز (بالفرنسية: Carlos Da Cruz)‏ مواليد 20 ديسمبر 1974 في باريس، هو دراج فرنسي سابق في صنف سباق الدراجات على الطريق.

## روابط خارجية
- كارلوس دا كروز على موقع الاتحاد الدولي للدراجات (الإنجليزية)
- كارلوس دا كروز على موقع أرشيف الدراجات (الإنجليزية)
- كارلوس دا كروز على موقع إحصائيات الدراجات الإحترافية (الإنجليزية)
- كارلوس دا كروز على موقع نسبة الدراجات (الإنجليزية)